# (8220) Nanyou
(8220) Nanyou (1996 JD1) – planetoida z pasa głównego asteroid okrążająca Słońce w ciągu 3 lat i 150 dni w średniej odległości 2,26 au. Została odkryta 13 maja 1996 roku.